# تشارلز ألجرنون بارسونز
السير تشارلز ألغرنون بارسونز (بالإنجليزية: Charles Algernon Parsons)‏ الحاصل على نيشان الاستحقاق ووسام الحمّام وزميل الجمعية الملكية (عاش في الفترة من 13 يونيو 1854 حتى 11 فبراير 1931) كان مهندسًا إنجليزيًا أيرلنديًا اشتهر باختراعه التوربين البخاري. عمل مهندسًا في تصميم الدينامو والتوربين وتوليد الكهرباء، حيث ترك أثرًا هائلاً على المجالات البحرية والهندسة الكهربائية. وطور أيضًا معدات بصرية للكشافات الموضعية والتلسكوبات.

## السيرة الذاتية
ولد بارسونز في لندن، وهو الابن الأصغر لعالم الفلك المشهور ويليام بارسونز، الإيرل الثالث لمقاطعة روز. أنشأ هو وأخوه الأكبر، هون ريتشارد كلير بارسونز، السيارة البخارية التي تسببت في تسجيل أول حادث مروري مميت في عام 1869 لسيارة تعمل بالطاقة. حيث سقطت ابنة عمه ماري وارد (Mary Ward) من السيارة وتسبب ذلك في كسر عنقها.
درس في كلية الثالوث، دبلن وكلية سانت جونز، كامبريدج، وتخرج من الأخيرة في عام 1877 وحصل على مرتبة الشرف من الدرجة الأولى في الرياضيات. ومن ثم التحق بشركة دبليو جي أرمسترونغ (W.G. Armstrong) التي يقع مقرها في نيوكاسل كحرفي مبتدئ، وكخطوة استثنائية لابن ايرل؛ انتقل بعد ذلك لشركة كيتسونز (Kitsons) في مقاطعة يوركشير حيث عمل في تصنيع صاروخ طوربيدي يعمل بالطاقة؛ وبعد ذلك في عام 1884 انتقل إلى شركة كلارك وتشابمان وشركاه (Clarke, Chapman and Co.)، وهي شركة تعمل في تصنيع محركات السفن بالقرب من نيوكاسل، وشغل بها منصب رئيس تطوير المعدات الكهربائية. وفي عام 1884، طور بها محرك التوربين واستخدم المحرك الجديد على الفور لدفع المولد الكهربائي، الذي صممه أيضًا. وتسبب التوربين البخاري لبارسونز في انخفاض سعر ووفرة الكهرباء المحتملة والتسبب في ثورة النقل البحري والحرب البحرية – التي لا يرغب العالم في تكرارها مرة أخرى.

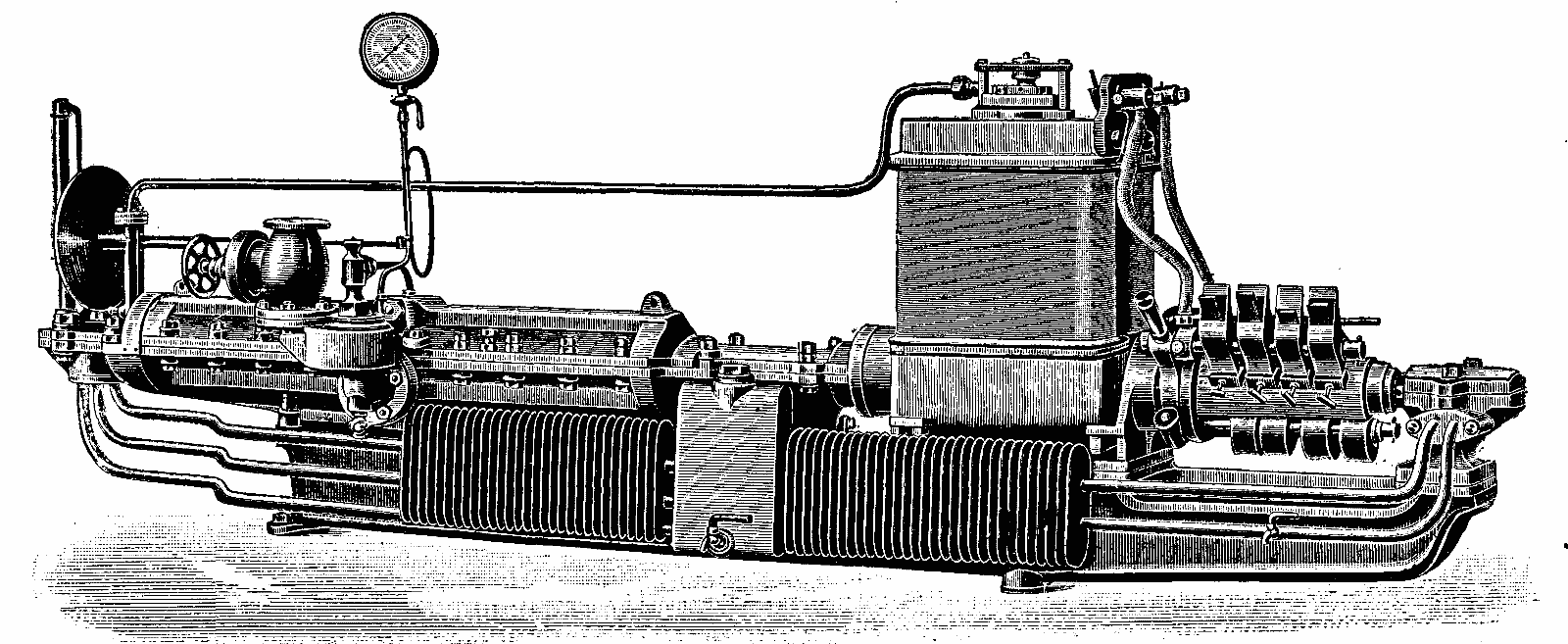
أنشأ بارسونز أول توربين بخاري مُضاعف في عام 1887.

وفي ذلك الوقت، كان اختراع التوربين البخاري لـ جوستاف دي لافال(Gustaf de Laval) التصميم الدافع لآلية قوة الطرد المركزية الضخمة ومن ثم، قلت المخرجات نتيجة ضعف المواد المتاحة. وأوضح بارسونز أن تقديره لمسألة التدرج قادته في عام 1884 إلى فك التوربين البخاري المُضاعف في محاضرته ريد: في عام 1911.
«يبدو لي أن سرعات السطح المعتدل وسرعة الدوران من الأمور الأساسية وذلك في حالة تلقي محرك التوربين قبولاً عامًا باعتباره المحرك الأساسي. وبناءً عليه قرر تقسيم الانخفاض في ضغط البخار إلى جزيئات صغيرة تمتد لعدد كبير من التوربينات المتسلسلة، لذلك يجب أن تكون سرعة البخار أكبر من أي مكان... وكنت حريصًا على تجنب أعمال تقطيع المعادن المعروفة باستخدام البخار بسرعة عالية.»

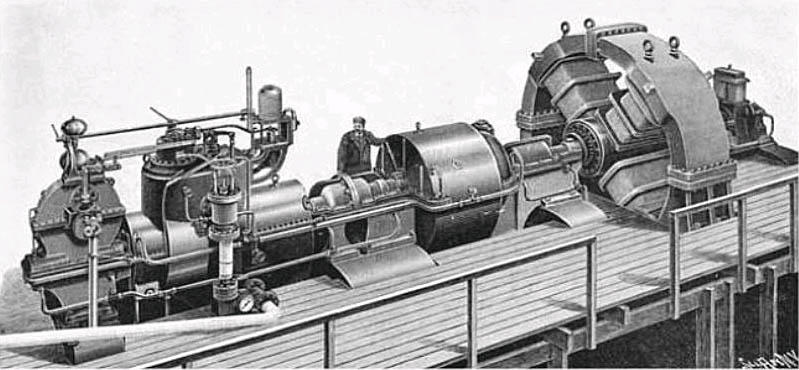
أنشأ بارسونز أول توربين غازي من طراز 1MW لـ البيرفيلد، ألمانيا في عام 1899. حيث ينتج تيار كهربائي أحادي الطور عند 4 كيلوفولت.

وفي عام 1889، أسس شركة تشارلز ألغرنون بارسونز وشركاه في نيوكاسل لتنتج توربينات غازية من تصميمه.وأسس في العام نفسه شركة الإضاءة الكهربائية لنيوكاسل وضواحيها. وفي عام 1894، استعاد حقوق براءات الاختراع المحدودة من كلارك تشابمان. ورغم أن أول توربين له كانت كفاءته 1.6% ويولد 7.5 كيلو وات فقط، فقد أدت التحسينات الإضافية السريعة في السنوات القليلة إلى تأسيس أول توربين بقوة الميجاوات في عام 1899 في محطة التوليد في البيرفيلد، ألمانيا.
واهتم بارسونز أيضًا بالتطبيقات البحرية وأسس شركة بارسونز للتوربينات البخارية البحرية في نيوكاسل. واُشتهر، في يونيو 1897، بتوربيناته التي تعمل بالطاقة مثل اليخت، وظهرت التوربينيا وهي تتحرك بسرعة في اليوبيل الماسي للملكة فيكتوريا لاستعراض الأسطول بعيدًا عن بورتسموث، لإظهار الإمكانيات الكبيرة للتقنيات الجديدة. وتحركت التوربينيا بسرعة 34 عقدة. بينما استخدمت سفن البحرية الملكية الأسرع تقنيات أخرى لتصل سرعتها إلى 27 عقدة. ويمكن نسب جزء من التحسينات في السرعة إلى هيكل السفينة الصغير في التوربينيا.

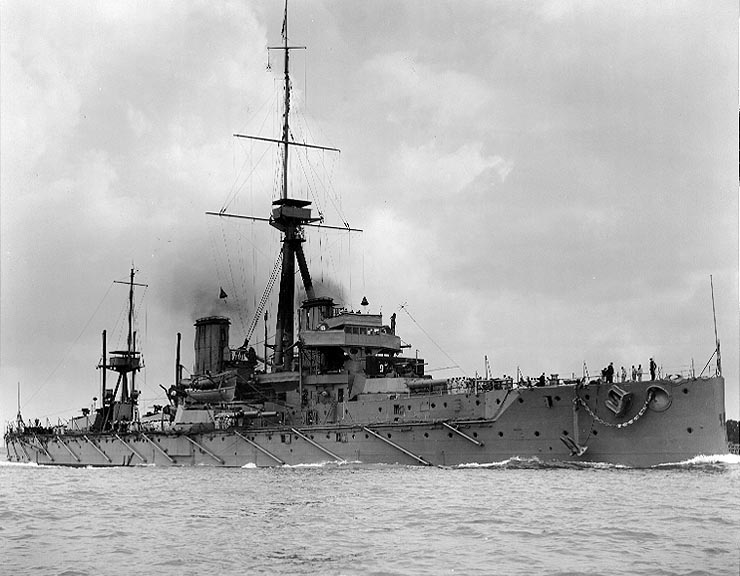
وفي عام 1906، ظهرت أول سفينة حربية حديثة حيث كانت الأسرع في العالم نظرًا لتزويدها بتوربينات بارسونز البخارية.

وفي غضون عامين، صُنعت المدمرات إتش إم إسفايبر (Viper) وCobra مزودة بتوربينات بارسونز، وسرعان ما تبعتها أول سفينة ركاب مزودة بتوربين يعمل بالطاقة، السفينة البخارية كلايد (Clyde steamer) تي إسالملك إدوارد في عام 1901؛ وهي أول باخرة تعمل بالتوربينات عبر الأطلسي آر إم إسفيكتوريا  وفيرجينيان في عام 1905، وكانت أول سفينة حربية مزودة بتوربين يعمل بالطاقة، أتش أم أس Dreadnought في عام 1906، وجميعها يعمل بمحركات توربينية من صُنع بارسونز. واليوم، توجد التوربينيا في معرض بُني لهذا الغرض في متحف ديسكفري(Discovery Museum) بنيوكاسل.
وقد تم اختيار بارسونز في يونيو 1898 ليكون زميل الجمعية الملكية وحصل على وسام رمفورد(Rumford Medal) في عام 1902، ووسام كوبلي(Copley Medal) في عام 1928، ونقل إليهم محاضرة باكيريان في عام 1918. وفي عام 1911، زادت مكانته وأعطي لقب فارس، وفي نال وسام الاستحقاق في عام 1927. كما عين رئيسا للجمعية البريطانية العلمية، ورئيس معهد المهندسين البحريين.
وما زال مقر شركة توربينات بارسونز في منطقة هيتون في نيوكاسل والتي تعد الآن جزءًا من شركة سيمنز، الألمانية كونغلوميريت(Conglomerate). ويُشار إليها في بعض الأحيان بسيمنز بارسونز، الشركة التي أكملت مؤخرًا البرنامج الرئيسي لـ إعادة البناء، والحد من حجم موقعها بحوالي ثلاثة أرباع وتثبيت آخر تقنية تصنيع فيها. وفي عام 1925، حصل تشارلز بارسونز على شركة غروب تلسكوب وأعيد تسميتها بـ غروب بارسونز. وظل مقر هذه الشركة في منطقة نيوكاسل حتى عام 1985.
واشتُهر بارسونز أيضًا باختراع أوكستوفون، وهو شكل أولي من فونوغراف الهواء المضغوط.
وتعتبر قلعة بير (Birr Castle) هي منزل أسلاف بارسونز في البيوت الأيرلندية وساهم متحف أسرة بارسونز في مجالات العلوم والهندسة، حيث خصص جزءًا من هذا المتحف للأعمال الهندسية البحرية لتشارلز بارسونز.
وتوفي بارسونز في 11 فبراير 1931 على متن الباخرة إس إس دوشيس أوف ريتشمون عندما كان في رحلة بحرية مع زوجته، حيث أصيب بـ التهاب العصب. وأقيمت المراسم التذكارية له في دير وستمنستر (Westminster Abbey) في 3 مارس 1931. وفد نشرت أبحاثه وتجاربه ومقالاته العلمية بعد مضي نحو عامين على وفاته.

## Published Works Online and other works of interest
- E-book: "The Steam Turbine and Other Inventions of Sir Charles Parsons"
- Synthetic HPHT Diamond by Sir Charles Parsons
- The Steam Turbine (Rede Lecture, 1911)
- "From Galaxies to Turbines : Science, Technology and the Parsons Family", by W.G.S.Scaife, Taylor & Francis (1999)

## وصلات خارجية
- تشارلز ألجرنون بارسونز على موقع الموسوعة البريطانية (الإنجليزية)
- Profile at Cambridge University
- "Parsons and Turbinia". مؤرشف من الأصل في 2012-05-24.
- Sir Charles Parsons Symposium, excerpts from Transactions of the Newcomen Society

قالب:Copley Medallists 1901-1950
قالب:Electricity generation in North East England